# Novo Jardim
Novo Jardim este un oraș în Tocantins (TO), Brazilia.